# A Szovjetunió az 1972. évi téli olimpiai játékokon
A Szovjetunió a japán Szapporóban megrendezett 1972. évi téli olimpiai játékok egyik részt vevő nemzete volt. Az országot az olimpián 9 sportágban 78 sportoló képviselte, akik összesen 15 érmet szereztek.

## Érmesek
| Érem  | Versenyző | Sportág        | Versenyszám            |
| ----- | --- | -------------- | ---------------------- |
| Arany | Alekszandr Tyihonov Rinnat Szafin Ivan Bjakov Viktor Mamatov | Biatlon        | Férfi 4 × 7,5 km váltó |
| Arany | Nemzeti válogatott Vlagyiszlav Tretyjak Alekszandr Paskov Vitalij Davidov Viktor Kuzkin Alekszandr Ragulin Gennagyij Cigankov Vlagyimir Lutcsenko Valerij Vasziljev Igor Romisevszkij Jevgenyij Misakov Alekszandr Malcev Alekszandr Jakusev Vlagyimir Vikulov Anatolij Firszov Valerij Harlamov Jurij Blinov Borisz Mihajlov Vlagyimir Petrov Vlagyimir Sadrin Jevgenyij Zimin | Jégkorong      | Férfi                  |
| Arany | Irina Rodnyina Alekszej Ulanov | Műkorcsolya    | Páros                  |
| Arany | Vlagyimir Voronkov Jurij Szkobov Fjodor Szimasev Vjacseszlav Vegyenyin | Sífutás        | Férfi 4 × 10 km váltó  |
| Arany | Galina Kulakova | Sífutás        | Női 5 km               |
| Arany | Galina Kulakova | Sífutás        | Női 10 km              |
| Arany | Ljubov Muhacsova Alevtyina Oljunyina Galina Kulakova | Sífutás        | Női 3 × 5 km váltó     |
| Ezüst | Vera Krasznova | Gyorskorcsolya | Női 500 m              |
| Ezüst | Szergej Csetveruhin | Műkorcsolya    | Férfi egyéni           |
| Ezüst | Ljudmila Szmirnova Andrej Szurajkin | Műkorcsolya    | Páros                  |
| Ezüst | Fjodor Szimasev | Sífutás        | Férfi 15 km            |
| Ezüst | Alevtyina Oljunyina | Sífutás        | Női 10 km              |
| Bronz | Valerij Muratov | Gyorskorcsolya | Férfi 500 m            |
| Bronz | Ljudmila Tyitova | Gyorskorcsolya | Női 500 m              |
| Bronz | Vjacseszlav Vegyenyin | Sífutás        | Férfi 50 km            |

## Alpesisí
Férfi
| Versenyző          | Versenyszám      | Selejtező | Selejtező | Döntő          | Döntő    | Döntő         | Döntő         | Döntő      | Döntő      |
| Versenyző          | Versenyszám      | Selejtező | Selejtező | 1. futam       | 1. futam | 2. futam      | 2. futam      | Összesítés | Összesítés |
| Versenyző          | Versenyszám      | Idő       | Hely.     | Idő            | Hely.    | Idő           | Hely.         | Idő        | Helyezés   |
| ------------------ | ---------------- | --------- | --------- | -------------- | -------- | ------------- | ------------- | ---------- | ---------- |
| Szergej Griscsenko | Lesiklás         |           |           |                |          |               |               | 2:03,19    | 46.        |
| Szergej Griscsenko | Műlesiklás       | 1:49,64   | 21.       | 1:02,97        | 32.      | 59,70         | 21.           | 2:02,67    | 22.        |
| Szergej Griscsenko | Óriás-műlesiklás |           |           | idő nem ismert | 39.      | nem ért célba | nem ért célba | kiesett    | kiesett    |

Női
| Versenyző          | Versenyszám      | 1. futam      | 1. futam      | 2. futam | 2. futam | Összesítés | Összesítés |
| Versenyző          | Versenyszám      | Idő           | Hely.         | Idő      | Hely.    | Idő        | Helyezés   |
| ------------------ | ---------------- | ------------- | ------------- | -------- | -------- | ---------- | ---------- |
| Szvetlana Iszakova | Lesiklás         |               |               |          |          | 1:44,83    | 39.        |
| Szvetlana Iszakova | Műlesiklás       | nem ért célba | nem ért célba | kiesett  | kiesett  | kiesett    | kiesett    |
| Szvetlana Iszakova | Óriás-műlesiklás |               |               |          |          | 1:40,20    | 31.        |
| Nyina Merkulova    | Lesiklás         |               |               |          |          | 1:44,48    | 37.        |
| Nyina Merkulova    | Műlesiklás       | kizárták      | kizárták      | kiesett  | kiesett  | kiesett    | kiesett    |
| Nyina Merkulova    | Óriás-műlesiklás |               |               |          |          | 1:41,18    | 33.        |
| Galina Sihova      | Lesiklás         |               |               |          |          | 1:43,88    | 34.        |
| Galina Sihova      | Műlesiklás       | 52,07         | 23.           | 53,74    | 18.      | 1:45,81    | 19.        |
| Galina Sihova      | Óriás-műlesiklás |               |               |          |          | 1:43,74    | 34.        |

## Biatlon
| Versenyző                                                    | Versenyszám      | Lövőhiba | Időeredmény | Helyezés |
| ------------------------------------------------------------ | ---------------- | -------- | ----------- | -------- |
| Ivan Bjakov                                                  | 20 km egyéni     | 3        | 1:20:42,78  | 12.      |
| Viktor Mamatov                                               | 20 km egyéni     | 2        | 1:18:16,26  | 7.       |
| Rinnat Szafin                                                | 20 km egyéni     | 7        | 1:22:22,59  | 19.      |
| Alekszandr Tyihonov                                          | 20 km egyéni     | 4        | 1:16:48,65  | 4.       |
| Alekszandr Tyihonov Rinnat Szafin Ivan Bjakov Viktor Mamatov | 4 × 7,5 km váltó | 3        | 1:51:44,92  |          |

## Északi összetett
| Versenyző           | Síugrás | Síugrás | Sífutás | Sífutás | Sífutás | Összesítés | Összesítés |
| Versenyző           | Pont    | Hely.   | Idő     | Pont    | Hely.   | Pont       | Helyezés   |
| ------------------- | ------- | ------- | ------- | ------- | ------- | ---------- | ---------- |
| Mihail Artyuhov     | 183,0   | 14.     | 50:57,0 | 197,185 | 12.     | 380,185    | 11.        |
| Vjacseszlav Drjagin | 146,2   | 35.     | 50:29,4 | 201,325 | 9.      | 347,525    | 29.        |
| Alekszandr Noszov   | 201,3   | 3.      | 52:08,7 | 186,430 | 27.     | 387,730    | 7.         |
| Anatolij Zajcev     | 158,3   | 26.     | 50:10,4 | 204,175 | 8.      | 362,475    | 22.        |

## Gyorskorcsolya
Férfi
| Versenyző         | Versenyszám | Eredmény | Helyezés |
| ----------------- | ----------- | -------- | -------- |
| Vlagyimir Komarov | 500 m       | 40,65    | 14.      |
| Valerij Lavruskin | 1500 m      | 2:07,16  | 6.       |
| Valerij Lavruskin | 5000 m      | 7:39,26  | 7.       |
| Valerij Lavruskin | 10 000 m    | 15:20,08 | 5.       |
| Valerij Muratov   | 500 m       | 39,80    |          |
| Valerij Muratov   | 1500 m      | 2:11,83  | 21.      |

Női
| Versenyző            | Versenyszám | Eredmény | Helyezés |
| -------------------- | ----------- | -------- | -------- |
| Alla Butova          | 500 m       | 45,17    | 8.       |
| Vera Krasznova       | 500 m       | 44,01    |          |
| Ljudmila Szavrulina  | 1000 m      | 1:33,41  | 10.      |
| Ljudmila Szavrulina  | 1500 m      | 2:25,85  | 14.      |
| Ljudmila Szavrulina  | 3000 m      | 5:06,61  | 8.       |
| Kapitolina Szeregina | 1500 m      | 2:24,29  | 9.       |
| Kapitolina Szeregina | 3000 m      | 5:01,88  | 6.       |
| Nyina Sztatkevics    | 1000 m      | 1:32,21  | 5.       |
| Nyina Sztatkevics    | 1500 m      | 2:23,19  | 6.       |
| Nyina Sztatkevics    | 3000 m      | 5:01,79  | 5.       |
| Ljudmila Tyitova     | 500 m       | 44,45    |          |
| Ljudmila Tyitova     | 1000 m      | 1:31,85  | 4.       |

## Jégkorong
| Amerikai férfi jégkorongcsapat-játékoskeret                                                                                      | Amerikai férfi jégkorongcsapat-játékoskeret                                                                                                 | Amerikai férfi jégkorongcsapat-játékoskeret                                                                             |
| --- | --- | --- |
| - Jurij Blinov - Gennagyij Cigankov - Vitalij Davidov - Anatolij Firszov - Valerij Harlamov - Alekszandr Jakusev - Viktor Kuzkin | - Vlagyimir Lutcsenko - Alekszandr Malcev - Borisz Mihajlov - Jevgenyij Misakov - Alekszandr Paskov - Vlagyimir Petrov - Alekszandr Ragulin | - Igor Romisevszkij - Vlagyimir Sadrin - Vlagyiszlav Tretyjak - Valerij Vasziljev - Vlagyimir Vikulov - Jevgenyij Zimin |

### Eredmények
Selejtező
- A Szovjetunió nem játszott selejtezőt, automatikusan a hatos döntő résztvevője volt.

Hatos döntő
| 1972. február 5. | Szovjetunió (URS) | 9 – 3 (3–2, 3–1, 3–0) | Finnország | Szapporo |

|  |  |  |  |  |
|  |  |  |  |  |
|  |  |  |  |  |
|  |  |  |  |  |

| 1972. február 7. | Szovjetunió (URS) | 3 – 3 (1–0, 1–0, 1–3) | Svédország | Szapporo |

|  |  |  |  |  |
|  |  |  |  |  |
|  |  |  |  |  |
|  |  |  |  |  |

| 1972. február 9. | Szovjetunió (URS) | 7 – 2 (2–0, 3–0, 2–2) | Egyesült Államok | Szapporo |

|  |  |  |  |  |
|  |  |  |  |  |
|  |  |  |  |  |
|  |  |  |  |  |

| 1972. február 10. | Szovjetunió (URS) | 9 – 3 (4–0, 4–2, 1–1) | Lengyelország | Szapporo |

|  |  |  |  |  |
|  |  |  |  |  |
|  |  |  |  |  |
|  |  |  |  |  |

| 1972. február 13. | Szovjetunió (URS) | 5 – 2 (2–0, 2–1, 1–1) | Csehszlovákia | Szapporo |

|  |  |  |  |  |
|  |  |  |  |  |
|  |  |  |  |  |
|  |  |  |  |  |

Végeredmény
| Csapat           | M | Gy | D | V | G+ | G– | Gk  | P |
| ---------------- | - | -- | - | - | -- | -- | --- | - |
| Szovjetunió      | 5 | 4  | 1 | 0 | 33 | 13 | +20 | 9 |
| Egyesült Államok | 5 | 3  | 0 | 2 | 18 | 15 | +3  | 6 |
| Csehszlovákia    | 5 | 3  | 0 | 2 | 26 | 13 | +13 | 6 |
| Svédország       | 5 | 2  | 1 | 2 | 17 | 13 | +4  | 5 |
| Finnország       | 5 | 2  | 0 | 3 | 14 | 24 | –10 | 4 |
| Lengyelország    | 5 | 0  | 0 | 5 | 9  | 39 | –30 | 0 |

- Az Egyesült Államok és Csehszlovákia között az egymás elleni eredmény (5–1) döntött.

| Csapat      | Helyezés |
| ----------- | -------- |
| Szovjetunió |          |

## Műkorcsolya
| Versenyző                           | Versenyszám  | Kötelező elemek   | Kötelező elemek | Kűr               | Kűr   | Összesítés                     | Összesítés                     | Összesítés                     | Összesítés                     | Összesítés                     | Összesítés                     | Összesítés                     | Összesítés                     | Összesítés                     | Összesítés        | Összesítés        | Összesítés  | Összesítés | Összesítés |
| Versenyző                           | Versenyszám  | Kötelező elemek   | Kötelező elemek | Kűr               | Kűr   | Helyezési pontszámok bírónként | Helyezési pontszámok bírónként | Helyezési pontszámok bírónként | Helyezési pontszámok bírónként | Helyezési pontszámok bírónként | Helyezési pontszámok bírónként | Helyezési pontszámok bírónként | Helyezési pontszámok bírónként | Helyezési pontszámok bírónként | Több. hely. száma | Több. hely. össz. | Hely. össz. | Pont       | Helyezés   |
| Versenyző                           | Versenyszám  | Több. hely. száma | Hely.           | Több. hely. száma | Hely. | 1                              | 2                              | 3                              | 4                              | 5                              | 6                              | 7                              | 8                              | 9                              | Több. hely. száma | Több. hely. össz. | Hely. össz. | Pont       | Helyezés   |
| ----------------------------------- | ------------ | ----------------- | --------------- | ----------------- | ----- | ------------------------------ | ------------------------------ | ------------------------------ | ------------------------------ | ------------------------------ | ------------------------------ | ------------------------------ | ------------------------------ | ------------------------------ | ----------------- | ----------------- | ----------- | ---------- | ---------- |
| Szergej Csetveruhin                 | Férfi egyéni | 8×3+              | 3.              | 6×3+              | 1.    | 3,0                            | 2,0                            | 3,0                            | 2,0                            | 2,0                            | 2,0                            | 2,0                            | 2,0                            | 2,0                            | 7×2+              | 14,0              | 20,0        | 2672,4     |            |
| Vlagyimir Kovaljov                  | Férfi egyéni | 6×7+              | 7.              | 5×11+             | 11.   | 10,0                           | 11,0                           | 10,0                           | 9,0                            | 10,0                           | 8,0                            | 8,0                            | 8,0                            | 6,0                            | 5×9+              | 39,0              | 80,0        | 2521,6     | 8.         |
| Jurij Ovcsinnyikov                  | Férfi egyéni | 7×15+             | 15.             | 5×7+              | 6.    | 11,0                           | 12,0                           | 12,0                           | 12,0                           | 13,0                           | 12,0                           | 12,0                           | 11,0                           | 9,5                            | 8×12+             | 91,5              | 104,5       | 2477,5     | 12.        |
| Marina Szanaja                      | Női egyéni   | 9×19+             | 19.             | 5×17+             | 18.   | 18,0                           | 17,0                           | 18,0                           | 18,0                           | 18,0                           | 18,0                           | 18,0                           | 17,0                           | 18,0                           | 9×18+             | 160,0             | 160,0       | 2198,6     | 18.        |
| Irina Rodnyina Alekszej Ulanov      | Páros        | 5×1+              | 1.              | 5×1+              | 1.    | 1,0                            | 1,0                            | 1,0                            | 1,0                            | 1,0                            | 2,0                            | 1,0                            | 2,0                            | 2,0                            | 6×1+              | 6,0               | 12,0        | 420,4      |            |
| Ljudmila Szmirnova Andrej Szurajkin | Páros        | 9×2+              | 2.              | 8×2+              | 2.    | 2,0                            | 2,0                            | 2,0                            | 2,0                            | 2,0                            | 1,0                            | 2,0                            | 1,0                            | 1,0                            | 9×2+              | 15,5              | 15,0        | 419,4      |            |
| Irina Csernyajeva Vaszilij Blagov   | Páros        | 5×6+              | 6.              | 7×6+              | 5.    | 6,0                            | 6,0                            | 7,0                            | 5,0                            | 7,0                            | 5,0                            | 6,0                            | 5,0                            | 5,0                            | 7×6+              | 38,0              | 52,0        | 399,1      | 6.         |

## Sífutás
Férfi
| Versenyző                                                              | Versenyszám     | Eredmény   | Helyezés |
| ---------------------------------------------------------------------- | --------------- | ---------- | -------- |
| Vlagyimir Dolganov                                                     | 30 km           | 1:40:48,85 | 16.      |
| Ivan Garanyin                                                          | 50 km           | 2:50:00,78 | 17.      |
| Ivan Pronyin                                                           | 50 km           | 2:49:45,59 | 15.      |
| Jurij Szkobov                                                          | 15 km           | 46:04,59   | 5.       |
| Jurij Szkobov                                                          | 30 km           | 1:40:18,70 | 15.      |
| Fjodor Szimasev                                                        | 15 km           | 46:00,84   |          |
| Fjodor Szimasev                                                        | 30 km           | 1:38:22,50 | 6.       |
| Fjodor Szimasev                                                        | 50 km           | 2:45:08,93 | 8.       |
| Valerij Tarakanov                                                      | 15 km           | 46:48,32   | 16.      |
| Vjacseszlav Vegyenyin                                                  | 30 km           | 1:36:31,15 |          |
| Vjacseszlav Vegyenyin                                                  | 50 km           | 2:44:00,19 |          |
| Vlagyimir Voronkov                                                     | 15 km           | 46:33,43   | 12.      |
| Vlagyimir Voronkov Jurij Szkobov Fjodor Szimasev Vjacseszlav Vegyenyin | 4 × 10 km váltó | 2:04:47,94 |          |

Női
| Versenyző                                            | Versenyszám    | Eredmény | Helyezés |
| ---------------------------------------------------- | -------------- | -------- | -------- |
| Nyina Fjodorova                                      | 5 km           | 17:25,62 | 10.      |
| Galina Kulakova                                      | 5 km           | 17:00,50 |          |
| Galina Kulakova                                      | 10 km          | 34:17,82 |          |
| Ljubov Muhacsova                                     | 5 km           | 17:12,08 | 6.       |
| Ljubov Muhacsova                                     | 10 km          | 34:58,56 | 4.       |
| Alevtyina Oljunyina                                  | 5 km           | 17:07,40 | 4.       |
| Alevtyina Oljunyina                                  | 10 km          | 34:54,11 |          |
| Nyina Sebalina                                       | 10 km          | 35:54,59 | 10.      |
| Ljubov Muhacsova Alevtyina Oljunyina Galina Kulakova | 3 × 5 km váltó | 48:16,15 |          |

## Síugrás
| Versenyző          | Versenyszám | 1. ugrás | 1. ugrás | 1. ugrás | 2. ugrás | 2. ugrás | 2. ugrás | Összesítés | Összesítés |
| Versenyző          | Versenyszám | Távolság | Pont     | Hely.    | Távolság | Pont     | Hely.    | Pont       | Helyezés   |
| ------------------ | ----------- | -------- | -------- | -------- | -------- | -------- | -------- | ---------- | ---------- |
| Jurij Kalinyin     | Normálsánc  | 78,5     | 111,8    | 15.      | 73,5     | 99,8     | 28.      | 211,6      | 20.        |
| Garij Napalkov     | Normálsánc  | 79,5     | 112,4    | 11.*     | 76,0     | 107,8    | 7.       | 220,2      | 7.*        |
| Garij Napalkov     | Nagysánc    | 99,5     | 111,3    | 4.       | 92,0     | 98,8     | 7.       | 210,1      | 6.         |
| Koba Cakadze       | Normálsánc  | 77,5     | 109,7    | 17.      | 77,5     | 110,2    | 5.*      | 219,9      | 9.         |
| Koba Cakadze       | Nagysánc    | 93,0     | 69,7     | 46.      | 90,0     | 95,5     | 13.      | 165,2      | 35.        |
| Szergej Janyin     | Nagysánc    | 89,0     | 93,1     | 25.      | 87,0     | 88,3     | 24.      | 181,4      | 21.        |
| Anatolij Zseglanov | Normálsánc  | 73,5     | 102,3    | 31.      | 75,0     | 107,7    | 8.       | 210,0      | 21.        |
| Anatolij Zseglanov | Nagysánc    | 80,5     | 73,7     | 45.      | 90,0     | 97,0     | 11.      | 170,7      | 32.*       |

* - egy másik versenyzővel azonos eredményt ért el

## Szánkó
| Versenyző                        | Versenyszám | 1. futam | 1. futam | 2. futam | 2. futam | 3. futam | 3. futam | 4. futam | 4. futam | Összesítés | Összesítés |
| Versenyző                        | Versenyszám | Idő      | Hely.    | Idő      | Hely.    | Idő      | Hely.    | Idő      | Hely.    | Idő        | Helyezés   |
| -------------------------------- | ----------- | -------- | -------- | -------- | -------- | -------- | -------- | -------- | -------- | ---------- | ---------- |
| Viktor Iljin                     | Férfi egyes | 56,12    | 39.      | 55,50    | 37.      | 55,21    | 41.      | 55,25    | 39.      | 3:42,08    | 37.        |
| Szergej Oszipov                  | Férfi egyes | 55,48    | 35.      | 55,27    | 36.      | 54,06    | 29.      | 54,18    | 34.      | 3:38,99    | 33.        |
| Jurij Szvetyikov                 | Férfi egyes | 1:00,82  | 44.      | 55,01    | 29.      | 54,08    | 30.      | 53,78    | 31.      | 3:43,69    | 41.        |
| Jurij Jegorov                    | Férfi egyes | 55,08    | 28.      | 54,58    | 26.      | 54,64    | 35.      | 53,70    | 28.      | 3:38,00    | 29.        |
| Nyina Ignatyjeva                 | Női egyes   | 46,82    | 15.      | 46,84    | 17.      | 46,70    | 17.      | 46,09    | 16.      | 3:06,45    | 17.        |
| Natalja Omseva                   | Női egyes   | 47,18    | 18.      | 47,39    | 20.      | 46,85    | 20.      | 46,85    | 20.      | 3:08,27    | 20.        |
| Nyina Saskova                    | Női egyes   | 46,18    | 13.      | 46,38    | 12.      | 46,36    | 16.      | 45,46    | 11.      | 3:04,38    | 12.        |
| Jurij Szvetyikov Szergej Oszipov | Kettes      | 45,64    | 12.      | 45,48    | 12.      |          |          |          |          | 1:31,12    | 12.        |
| Jurij Jegorov Viktor Iljin       | Kettes      | 45,66    | 13.      | 45,53    | 13.      |          |          |          |          | 1:31,19    | 13.        |